# رضا (خلق)
الرضا من الصفات والأخلاق الحميدة التي يتحلى بها الإنسان البصير والمؤمن، فهي صفة تجلب له الهدوء والتوازن النفسي، والقدرة على مكابدة الحياة والعيش فيها بأحسن ما يمكنه ذلك، فيكون فعّالاً نتيجة لتوازنه الداخلي وتسليمه لمجريات القدر، مع احتفاظه بعزيمته وإصراره وهمته، والرضا ثمرة من ثمرات المحبة، وأعلى مقامات المقربين، وهو باب الله الأعظم، ومستراح المتقين، وجنة الدنيا، لأن الرضا يفرغ القلب لله، ومن ملأ قلبه من الرضا، ملأ الله صدره غنىً ومنًا وقناعة.
ورضا الله عن العبد أكبر من الجنة وما فيها، لأن الرضا هي صفته والجنة هي من خلقه، بدليل قوله تعالى: ﴿ورضوان من الله أكبر﴾.

## تعريف الرضا
الرِّضا لغةً: ضد السُّخط، والرضا بالشيء الركون إليه وعدم النفرة منه.
وارْتَضَيْتُهُ فهو مَرْضِيٌّ ومَرْضُوٌّ أيضا على الأصل ورَضِيَ عنه بالكسر رِضَاً مقصور مصدر محض والاسم الرِّضَاءُ ممدود، عن الأخفش: (وعيشة رَاضِيَةٌ) أي مَرْضِيَّةٌ، لأنه يقال رَضِيْتُ معيشته على ما لم يسم فاعله ولا يقال رَضِيَتْ ويقال رَضِيَ به صاحبا وربما قالوا رضي عليه في معنى رضي به وعنه وأرْضَيْتُهُ عني ورَضَّيْتُهُ أيضا تَرْضِيَةً فَرَضِيَ وتَرَضَّاهُ أرْضَاهُ بعد جهد واسْتَرْضَيْتُهُ فَأَرْضَانِي. وأرضاه: أي أعطاه ما يرضى به، وترضَّاه: أي طلب رضاه. والرضوان: الرضا الكثير.
واصطلاحًا: هو طيب النفس بما يصيبه ويفوته مع عدم التغير. وقيل: هو ارتفاع الجزع في أي حكم كان، وقال الجنيد: الرضا هو رفع الاختيار. وقال الحارث المحاسبي: الرضا هو سكون القلب تحت مجاري الأحكام. وقال ابن عطاء: (الرضا: نظر القلب إلى قديم اختيار الله للعبد وهو ترك السخط). ويقول الراغب الأصفهاني: (رضا العبد عن الله؛ أن لا يكره ما يجري به قضاؤه، ورضا الله عن العبد؛ أن يراه مؤتمراً بأمره منتهياً عن نهيه). ولمَّا كان أعظم رضا هو رضا الله سبحانه؛ خُصَّ لفظ الرضوان بما كان من الله عز وجل:﴿يَبْتَغُونَ فَضْلًا مِنَ اللَّهِ وَرِضْوَانًا وَيَنْصُرُونَ اللَّهَ وَرَسُولَهُ أُولَئِكَ هُمُ الصَّادِقُونَ ۝٨﴾ [الحشر:8]

## الفرق بين الصبر والرضا
الصبر هو أن يمنع الإنسان نفسه من فعل شيء، أو قول شيء يدل على عدم رضاه لما قدره الله، ولما نزل به من البلاء، فالصابر يمسك لسانه عن الاعتراض على قدر الله، وعن الشكوى لغير الله، ويمسك جوارحه عن كل ما يدل على الجزع وعدم الصبر، كاللطم وشق الثياب وكسر الأشياء وضرب رأسه في الحائط وما أشبه ذلك.
| رضا (خلق) | الصبر: حبس اللسان عن الشكوى إلى غير الله، والقلب عن التسخط، والجوارح عن اللطم وشق الثياب ونحوها. | رضا (خلق) |

وأما الرضا فهو صبر وزيادة، فالراضي صابر، ومع هذا الصبر فهو راضٍ بقضاء الله، لا يتألم به.
قال ابن القيم بعد أن ذكر الصبر والرضا: «عبودية العبد لربه في قضاء المصائب الصبر عليها، ثم الرضا بها وهو أعلى منه، ثم الشكر عليها وهو أعلى من الرضا، وهذا إنما يتأتى منه، إذا تمكن حبه من قلبه، وعلم حسن اختياره له وبره به ولطفه به وإحسانه إليه بالمصيبة، وإن كره المصيبة».
قال الشيخ ابن عثيمين رحمه الله:
"في الصبر: يتألم الإنسان من المصيبة جدا ويحزن، ولكنه يصبر، لا ينطق بلسانه، ولا يفعل بجوارحه، قابض على قلبه، موقفه أنه قال: (اللهم أجرني في مصيبتي، وأخلف لي خيرا منها)، (إنا لله وإنا إليه راجعون).
الرضا: تصيبه المصيبة، فيرضى بقضاء الله.
والفرق بين الرضا والصبر: أن الراضي لم يتألم قلبه بذلك أبدا، فهو يسير مع القضاء (إن إصابته ضراء صبر فكان خيرا له، وإن أصابته سراء شكر فكان خيرا له)، ولا يرى الفرق بين هذا وهذا بالنسبة لتقبله لما قدره الله عز وجل، أي إن الراضي تكون المصيبة وعدمها عنده سواء ".

## أنواع الرضا
يقول ابن تيمية: 
والثاني: الرضا بالمصائب كالفقر والمرض والذل، وهذا الرضا اختلف فيه أهل العلم على قولين: بين الوجوب والاستحباب، وإلى هذا الأخير مال ابن تيمية، وقال إنما الواجب فيه الصبر، واستدل على ذلك بما ورد من حديث ابن عباس  أن النبي ﷺ قال: «إن استطعت أن تعمل بالرضا مع اليقين فافعل فإن لم تستطع فإن في الصبر على ما تكره خيرا كثيرا»(10) فالرضا غريزة والصبر المعول الذي يعتمد عليه المؤمن.

### اجتماع الرضا مع الألم
ليس بين الرضا والتألم من القضاء تباين، فالمريض الشارب للدواء الكريه متألم به، وهو مع ذلك راض به، ومثله الصائم في شهر رمضان في شدة الحر يحصل له التألم لكنه راض به، وكذلك تجد البخيل متألم من أخراج زكاة ماله راض بها، فالتألم كما لا ينافي الصبر، لا ينافي الرضا به.

## منزلة الرضا والترغيب به في القرآن والسنة

### في القرآن
أثنى الله تعالى على أهل الرضا في مواطن كثيرة وندبهم إليه:﴿وَالسَّابِقُونَ الْأَوَّلُونَ مِنَ الْمُهَاجِرِينَ وَالْأَنْصَارِ وَالَّذِينَ اتَّبَعُوهُمْ بِإِحْسَانٍ رَضِيَ اللَّهُ عَنْهُمْ وَرَضُوا عَنْهُ وَأَعَدَّ لَهُمْ جَنَّاتٍ تَجْرِي تَحْتَهَا الْأَنْهَارُ خَالِدِينَ فِيهَا أَبَدًا ذَلِكَ الْفَوْزُ الْعَظِيمُ ۝١٠٠﴾ [التوبة:100]
وقال:﴿لَا تَجِدُ قَوْمًا يُؤْمِنُونَ بِاللَّهِ وَالْيَوْمِ الْآخِرِ يُوَادُّونَ مَنْ حَادَّ اللَّهَ وَرَسُولَهُ وَلَوْ كَانُوا آبَاءَهُمْ أَوْ أَبْنَاءَهُمْ أَوْ إِخْوَانَهُمْ أَوْ عَشِيرَتَهُمْ أُولَئِكَ كَتَبَ فِي قُلُوبِهِمُ الْإِيمَانَ وَأَيَّدَهُمْ بِرُوحٍ مِنْهُ وَيُدْخِلُهُمْ جَنَّاتٍ تَجْرِي مِنْ تَحْتِهَا الْأَنْهَارُ خَالِدِينَ فِيهَا رَضِيَ اللَّهُ عَنْهُمْ وَرَضُوا عَنْهُ أُولَئِكَ حِزْبُ اللَّهِ أَلَا إِنَّ حِزْبَ اللَّهِ هُمُ الْمُفْلِحُونَ ۝٢٢﴾ [المجادلة:22]
تضمنت هذه الآيات: (جزاءهم على صدقهم وإيمانهم وأعمالهم الصالحة ومجاهدة أعدائه وعدم ولا يتهم بأن رضي الله عنهم فأرضاهم فرضوا عنه وإنما حصل لهم هذا بعد الرضا به ربا وبمحمد نبيًا وبالإسلام دينًا قوله: وهو الرضا عنه في كل ما قضى فهنا ثلاثة أمور: الرضا بالله والرضا عن الله والرضا بقضاء الله).
وقال:﴿وَمَسَاكِنَ طَيِّبَةً فِي جَنَّاتِ عَدْنٍ وَرِضْوَانٌ مِنَ اللَّهِ أَكْبَرُ ذَلِكَ هُوَ الْفَوْزُ الْعَظِيمُ ۝٧٢﴾ [التوبة:72]
منزلة الرضا منزلة عظيمة فقد رفع الله تعالى منزلة الرضا فوق منزلة جنات عدن، فرضوان رب الجنة أعلى من الجنة بل هو غاية مطلب سكان الجنان. ونلاحظ هنا أن رضوان نكره، والتنكير يأتي على جملة من المعاني منها التقليل فرضوان من الله قليل خير من كل ما في الجنة من المساكن والأنهار والحور العين وغيرها من النعيم المقيم.
وقال:﴿يَا أَيَّتُهَا النَّفْسُ الْمُطْمَئِنَّةُ ۝٢٧ ارْجِعِي إِلَى رَبِّكِ رَاضِيَةً مَرْضِيَّةً ۝٢٨﴾ [الفجر:27–28]
(في هذه الآية لما فرغ سبحانه من حكاية أحوال الأشقياء ذكر بعض أحوال السعداء فذكر النفس المطمئنة وهي الساكنة الموقنة بالإيمان وتوحيد الله الواصلة إلى برد اليقين بحيث لا يخالطها شك ولا يعتريها ريب، قال الحسن: (المطمئنة): هي المؤمنة الموقنة، وقال مجاهد: الراضية بقضاء الله التي علمت أن ما أخطأها لم يكن ليصيبها، وأن ما أصابها لم يكن ليخطئها، وقيل: الآمنة المطمئنة، وقيل: غير ذلك، وكلها معاني متقاربة).
فقوله تعالى: ﴿ارْجِعِي إِلَى رَبِّكِ﴾ أي إلى جواره وثوابه وما أعد لعباده في جنته ﴿رَاضِيَةً﴾ أي في نفسها ﴿مَّرْضِيَّةً﴾ أي قد رضيت عن الله ورضي عنها. وهذا يقال لها عند الاحتضار وفي يوم القيامة أيضا كما أن الملائكة يبشرون المؤمن عند احتضاره وعند قيامه من قبره.
فالمراد هنا: هو حصول الرضا لها بما حصل لها من كرامته وبما نالته عند الرجوع إليه فحصل لها رضاها والرضا عنها.
ورضا الله تعالى هو أقصى ما يمتناه أهل الإيمان فقد قال تعالى عن سليمان  وقد أُعطِيَ من الملك ما أُعطي:﴿فَتَبَسَّمَ ضَاحِكًا مِنْ قَوْلِهَا وَقَالَ رَبِّ أَوْزِعْنِي أَنْ أَشْكُرَ نِعْمَتَكَ الَّتِي أَنْعَمْتَ عَلَيَّ وَعَلَى وَالِدَيَّ وَأَنْ أَعْمَلَ صَالِحًا تَرْضَاهُ وَأَدْخِلْنِي بِرَحْمَتِكَ فِي عِبَادِكَ الصَّالِحِينَ ۝١٩﴾ [النمل:19]

### في السنة
الرضا بقسمة الله وقدره من وصايا الرسول الكريم، فعن أبي هريرة قال : قال رسول الله ﷺ: «من يأخذ عني هؤلاء الكلمات فيعمل بهن أو يعلم من يعمل بهن؟» فقال أبو هريرة: فقلت أنا يا رسول الله. فأخذ بيدي فعَدَّ خمسًا، وقال: «اتقِ المحارم تكن أعبد الناس، وارضَ بما قسم الله لك تكن أغنى الناس، وأحسن إلى جارك تكن مؤمنًا وأحِبَّ للناس ما تحب لنفسك تكن مسلمًا ولا تكثر الضحك فإن كثرة الضحك تميت القلب».
وعن عائشة  قالت: فقدت رسول الله ﷺ ليلة من الفراش فالتمسته فوقعت يدي على بطن قدميه وهو في المسجد وهما منصوبتان وهو يقول: «اللهم إني أعوذ برضاك من سخطك وبمعافاتك ومن عقوبتك لا أحصي ثناء عليك أنت كما أثنيت على نفسك..».
فقوله: «اللهم إني أعوذ برضاك من سخطك» أي بما يرضيك عما يسخطك فقد خرج العبد هنا عن حظ نفسه بإقامة حرمة محبوبة فهذا لله ثم الذي لنفسه من هذا الباب قوله: «وبمعافاتك من عقوبتك» استعاذ بمعافاته بعد استعاذته برضاه لأنه يحتمل أن يرضى عنه من جهة حقوقه ويعاقبه على حقوق غيره.
ومن أدعيته أيضًا قوله ﷺ في حديث عمار بن ياسر :«اللهم أسألك خشيتك في الغيب والشهادة، وأسألك كلمة الحق في الرضا والغضب، وأسألك القصد في الفقر والغنى، وأسألك نعيما لا ينفد وأسألك قرة عين لا تنقطع، وأسألك الرضاء بعد القضاء، وأسألك برد العيش بعد الموت..».
عن العباس بن عبد المطلب  قال رسول الله ﷺ: «ذاق طعم الإيمان من رضي بالله ربًا، وبالإسلام دينًا، وبمحمد رسولًا».
تضمن هذا الحديث الرضا بربوبيته سبحانه وألوهيته، وتضمن الرضا برسوله الكريم والسمع والطاعة له، وتضمن الرضا بدينه والتسليم مع كمال الانقياد.
(رضيت بالشيء أي قنعت به، واكتفيت به ولم أطلب معه غيره فمعنى الحديث لم يطلب غير الله تعالى ولم يسع في غير طريق الإسلام ولم يسلك إلا ما يوافق شريعة محمد ﷺ ولا شك في أن من كانت هذه صفته فقد خلصت حلاوة الإيمان إلى قلبه وذاق طعمه). وقال القاضي عياض: (معنى الحديث (ذاق حلاوة الإيمان): أي صح إيمانه واطمأنت به نفسه وخامر باطنه لأن رضاه بالمذكورات دليل لثبوت معرفته ونفاذ بصيرته ومخالطة بشاشته قلبه لأن من رضي أمرا سهل عليه فكذا المؤمن إذا دخل قلبه الإيمان سهل عليه طاعات الله تعالى ولذت له).
عن سعد بن أبي وقاص  عن رسول الله ﷺ أنه قال: «مَنْ قال حين يسمع المؤذن: أشهد أن لا إله إلا الله وحده لا شريك له، وأن محمدًا عبده ورسوله، رضيت بالله ربا، وبمحمد رسولا، وبالإسلام دينًا؛ غُفِرَ له ذنبه».
قال ابن القيم: (وهذان الحديثان عليهما مدار مقامات الدين وإليهما ينتهي.
فالرضا بإلهيته يتضمن الرضا بمحبته وحده وخوفه ورجائه والإنابة إليه والتبتل إليه وانجذاب قوى الإرادة والحب كلها إليه فعل الراضي بمحبوبه كل الرضا وذلك يتضمن عبادته والإخلاص له.
والرضا بربوبيته: يتضمن الرضا بتدبيره لعبده، ويتضمن إفراده بالتوكل عليه، والاستعانة به، والثقة به والاعتماد عليه، وأن يكون راضيًا بكل ما يفعل به.
وأما الرضا بنبيه رسولًا: فيتضمن كمال الانقياد له والتسليم المطلق إليه بحيث يكون أولى به من نفسه فلا يتلقى الهدى إلا من مواقع كلماته، ولا يحاكم إلا إليه، ولا يحكم عليه غيره، ولا يرضى بحكم غيره في أي أمر من الأمور.
وأما الرضا بدينه: فإذا قال أو حكم أو أمر أو نهى: رضي كل الرضا ولم يبق في قلبه حرج من حكمه وسلم له تسليما، ولو كان مخالفا لمراد نفسه، أو هواها، أو قول مقلده وشيخه وطائفته).
وعن عائشة  قالت: سمعت رسول الله ﷺ يقول: «مَنْ الْتَمَسَ رِضَا اللَّهِ بِسَخَطِ النَّاسِ كَفَاهُ اللَّهُ مُؤْنَةَ النَّاسِ، وَمَنْ الْتَمَسَ رِضَا النَّاسِ بِسَخَطِ اللَّهِ وَكَلَهُ اللَّهُ إِلَى النَّاسِ.».

## أقوال السلف والعلماء في الرضا
| رضا (خلق) | لأن ألحس جمرة أحرقت ما أحرقت، وأبقت ما أبقت أحب إلى من أن أقول لشيء كان ليته لم يكن، أو لشيء لم يكن ليته كان | رضا (خلق) |

| رضا (خلق) | أما بعد فإن الخير كله في الرضا فإن استطعت أن ترضى وإلا فاصبر. | رضا (خلق) |

وقال عبد الواحد بن زيد:
| « | الرضا باب الله الأعظم، وجنة الدنيا، ومستراح العابدين. | » |

وكان عمر بن عبد العزيز يقول: "ما بقي لي سرور إلا في مواقع القدر" فقيل له: ما تشتهي فقال: ما يقضي الله.
وقال ميمون بن مهران: «من لم يرض بالقضاء فليس لحمقه دواء».
وكان عبد العزيز بن أبى رواد يقول: «ليس الشأن في أكل خبز الشعير والخل ولا في لبس الصوف والشعر ولكن الشأن في الرضا عن الله -عز وجل-».
| رضا (خلق) | الرِّضا سكونُ القلبِ إلى قَديمِ اختيارِ اللهِ للعبدِ، أنَّهُ اختارَ لهُ الأفضل، فيرضى به. | رضا (خلق) |

وقال ذو النون: (ثلاثة من أعلام الرضا: ترك الاختيار قبل القضاء، وفقدان المرارة بعد القضاء، وهيجان الحب في حشو البلاء).
ويقول ابن قيم الجوزية: (وطريق الرضا طريق مختصرة قريبة جداً، موصلة إلى أجل غاية، ولكن فيها مشقة. ومع هذا فليست مشقتها بأصعب من مشقة طريق المجاهدة ولا فيها من العقبات والمفاوز ما فيها. وإنما عقبتها همة عالية، ونفس زكية، وتوطين النفس على كل ما يرد عليها من الله.
ويسهل ذلك على العبد: علمه بضعفه وعجزه ورحمته به، وشفقته عليه، وبره به، فإذا شهد هذا وهذا، ولم يطرح نفسه بين يديه، ويرضى به وعنه، وتنجذب دواعي حبه ورضاه كلها إليه: فنفسه نفس مطرودة عن الله، بعيدة عنه. ليست مؤهلة لقربه وموالاته، أو نفس ممتحنة مبتلاة بأصناف البلايا والمحن).
ويقول مصطفى السباعي: الثبات على الصبر أشدّ من الصبر نفسه، والرضا بالحرمان أشدّ من الحرمان نفسه، وما كل صابر ثابت، ولا كل محروم راضٍ، ولا كل نائحة ثكلى، ولا كل عبوس حزين، ولا كل محبٍ متيّم.

## ثمار وفوائد الرضا
- الرضا يثمر محبة الله تعالى ورضوانه وتجنب سخطه:

فعن أبي سعيد الخدري  قال قال رسول الله ﷺ: «إن الله يقول لأهل الجنة يا أهل الجنة فيقولون لبيك ربنا وسعديك فيقول هل رضيتم فيقولون وما لنا لا نرضى وقد أعطيتنا ما لم تعط أحدًا من خلقك فيقول أنا أعطيكم أفضل من ذلك قالوا يا رب وأي شيء أفضل من ذلك قال أجل عليكم رضواني فلا أسخط عليكم بعده أبدا».
- الفوز بالجنة والنجاة من النار.
- دليل على حسن ظن العبد بربه.
- دليل على كمال الإيمان، وحسن الإسلام.
- مظهر من مظاهر صلاح العبد وتقواه.
- سبب من أسباب الراحة النفسية والروحية.[30]

ولعل من أعظم الثمار التي يجنيها أهل الرضا هي الفرح والسرور بالرب تبارك وتعالى، فإذا صبغ المسلم حياته برضاه عن مولاه، ورضي المولى جل وعلا عنه عاش عيشة هنية في الدنيا والآخرة.
فالرضا عن الله بقضائه، والرضا بالدون من العيش، والرضا برزق الله تعالى وبما قسمه لك، والرضا بالمصيبة، يجعل المسلم في حياة مطمئنة، وهدوء بال، وراحة نفسية، إلى جانب تحصيل الأجر الكثير، ومغفرة الذنوب، كما سبق وذكرنا، هذا في الحياة الدنيا، أم الآخرة فالفوز بالجنان والرضوان.